# The Citadel

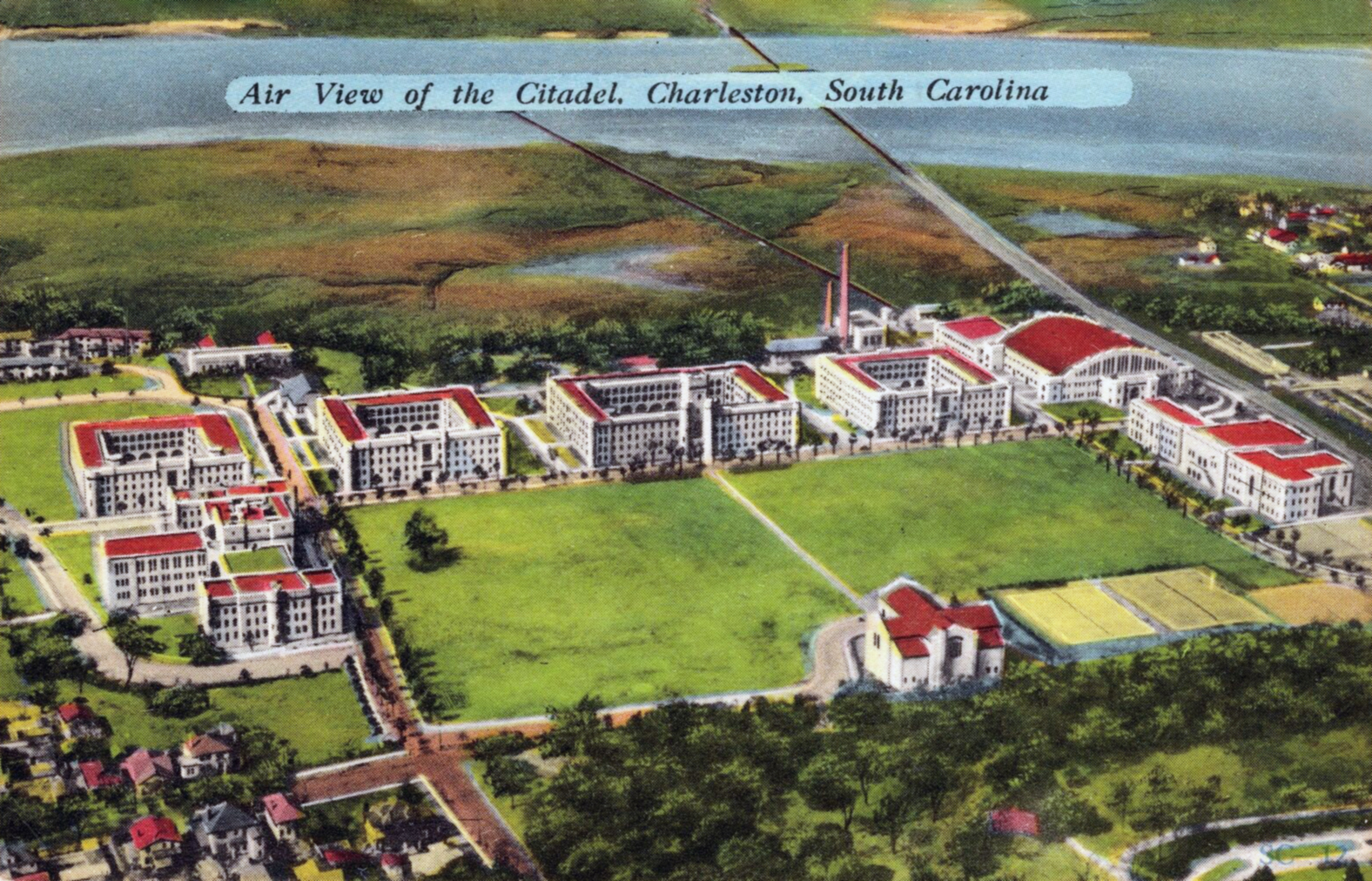
Zdjęcie "The Citadel" z powietrza

The Citadel, Military College of South Carolina – amerykański college wojskowy, położony w Charleston w Karolinie Południowej. Najbardziej znany z programu Korpusu Kadetów. 
Obecnym prezesem uczelni jest John W. Rosa – emerytowany generał sił powietrznych.